# Impinj
Impinj — разработчик полупроводниковых элементов. Специализируется на производстве чипов и считывателей стандарта EPCGlobal.

## Основная продукция
- Self-adaptive silicon
- AEON® non-volatile memory
- GrandPrix™ RFID solutions
- Monza™ tag chips
- Monaco™ tag chips
- Speedway® readers

В том числе производит т. н. «ближнепольные» метки, работающие не от радиоволн, а в магнитном поле. Скорость считывания таких меток достигает 1000 меток в секунду.
Почётный отраслевой лидер-2007 по мнению Association for Automatic Identification and Mobility. Абсолютный лидер по производству RFID-меток стандарта Gen2, что обусловлено участием Криса Диорио в разработке стандарта.